# Крістіане Гут
Крістіане Гут  (нім. Christiane Huth, 12 вересня 1980) — німецька веслувальниця, олімпійська медалістка.

## Виступи на Олімпіадах
| Олімпіада  | Дисципліна   | Місце  |
| ---------- | ------------ | ------ |
| Пекін 2008 | двійка парна | Срібло |